# 첫사랑 (1993년 영화)
"첫사랑"은 1993년에 개봉한 대한민국의 영화이다.

## 캐스팅
- 김혜수 : 박영신 역
- 송영창 : 강정옥 역
- 조민기 : 김문수 역
- 안해숙 : 영신 모 역
- 최종원 : 영신 부 역
- 김혜영 : 영신동생 역
- 박예숙
- 김기범
- 도용구
- 박용팔
- 채훈
- 권병길
- 최성관
- 문미봉
- 김신명
- 윤일주
- 정영국
- 주슬기
- 조윤희 : 연극반 한양대 역
- 김봉석 : 연극반 한양대 역
- 유오성 : 연극반 한양대 역
- 신현실 : 연극반 한양대 역
- 황진영 : 연극반 청주대 역
- 전민수 : 연극반 청주대 역
- 강진우 : 연극반 청주대 역
- 최무인 : 연극반 청주대 역
- 김광영 : 연극반 청주대 역
- 서동수 : 연극반 서울예전 역
- 유문선 : 연극반 서울예전 역
- 김장섭 : 연극반 서울예전 역
- 최승재 : 연극반 서울예전 역
- 신동일 : 연극반 서울예전 역
- 성명신 : 연극반 서울예전 역
- 한일영 : 연극반 서울예전 역
- 이유정 : 연극반 서울예전 역
- 김형신 : 연극반 서울예전 역
- 유남희 (우정출연)

## 캐스팅에 관해
- 김혜수가 맡았던 박영신 역은 당초 최진실이 낙점되었는데 최진실은 이 때문에 MBC 사랑이 뭐길래 캐스팅 제의를 포기했다[1].
- 하지만, 시나리오를 읽었던 최진실이 극중 인물 성격에 강한 불만을 표시하자 이명세 감독은 최진실 대신 김혜수를 전격 캐스팅했다[1].

## 배경
1970년대 지방 소도시에 다루는 적이 있는 낭만 복고풍 작품이다.

## 출판
- 김경희 영상소설 <첫 사랑> 출간한 바 있다.